# Іфеаньї Удезе
Іфеаньї Удезе (англ. Ifeanyi Udeze, нар. 21 липня 1980, Лагос) — нігерійський футболіст, що грав на позиції захисника насамперед за низку грецьких клубів, а також національну збірну Нігерії.

## Клубна кар'єра
У дорослому футболі дебютував 1997 року виступами за команду клубу «Бендел Іншуренс». Того ж року отримав запрошення до Греції, де на три роки став гравцем «Кавали».
Своєю грою за останню команду привернув увагу представників тренерського штабу клубу ПАОК, до складу якого приєднався 2000 року. Відіграв за клуб із Салонік наступні два сезони своєї ігрової кар'єри, після чого на один сезон був відданий в оренду до англійського «Вест-Бромвіч Альбіон». Повернувшись з оренди до ПАОК, провів у складі його команди ще три сезони.
Протягом 2006—2007 років захищав кольори команди клубу АЕК, де взяв участь лише у трьох матчах чемпіонату.
2007 року повернувся до складу  ПАОК, проте, не провівши цього разу за клуб із Салонік жодного матчу в національному чемпіонаті, наступного року завершив професійну кар'єру.

## Виступи за збірну
2000 року дебютував в офіційних матчах у складі національної збірної Нігерії. Провів у формі головної команди країни 35 матчів за 6 років.
У складі збірної був учасником чемпіонату світу 2002 року в Японії і Південній Кореї, Кубка африканських націй 2002 року у Малі, на якому команда здобула бронзові нагороди, Кубка африканських націй 2004 року у Тунісі, на якому команда здобула бронзові нагороди.

## Титули і досягнення
- Володар Кубка Греції (1):

ПАОК: 2000–01
Збірні
- Переможець Кубка Меридіан: 1997
- Бронзовий призер Кубка африканських націй: 2002, 2004